# Dhunkharka
Dhunkharka (nep. ढुङ्खर्क) – gaun wikas samiti w środkowej części Nepalu w strefie Bagmati w dystrykcie Kavrepalanchok. Według nepalskiego spisu powszechnego z 2001 roku liczył on 914 gospodarstw domowych i 5470 mieszkańców (2768 kobiet i 2702 mężczyzn).